# Pauline Hammarlund
Pour les articles homonymes, voir Hammarlund.
Pauline Hammarlund est une footballeuse suédoise née le 7 mai 1994 à Stockholm. Elle a remporté avec l'équipe de Suède la médaille d'argent du tournoi féminin des Jeux olympiques d'été de 2016 au Brésil.
Elle évolue comme attaquant.

## Carrière
Pauline Hammarlund joue successivement dans les équipes suivantes : Tyresö FF, Linköpings FC, Piteå IF Dam et Kopparbergs/Göteborg FC.
Elle débute en équipe de Suède de football féminin en 2015.